# Vandenberg Space Force Base Lanceercomplex 6
Vandenberg Space Force Base - Space Launch Complex 6 (afgekort SLC-6) is het grootste lanceercomplex op Vandenberg Space Force Base. Het werd door de United States Air Force aangelegd in de jaren 1960 maar zag pas in 1995 zijn eerste lancering. Sinds 2023 wordt het gehuurd door SpaceX dat het complex gereed maakt voor het lanceren van hun Falconraketten.

## Geschiedenis

### Titan IIIC-MOL

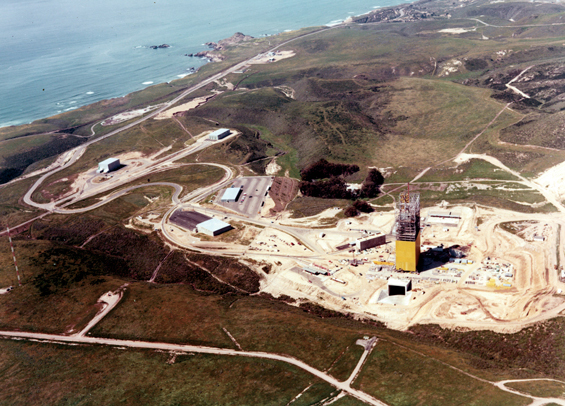
SLC-6 in aanbouw in 1966

SLC-6 werd midden de jaren 60 op de toenmalige Vandenberg Air Force Base aangelegd voor de militaire bemande Titan IIIC-MOL-vluchten. Deze Titan IIIC-raket zou een klein ruimtestation en een Gemini B-capsule lanceren. Het complex was zo goed als voltooid toen het MOL-programma, dat een bemand ruimtestation voor spionagedoeleinden behelsde, in 1969 werd stopgezet omdat het programma door de komst van onbemande spionagesatellieten overbodig was geworden. Het lanceercomplex werd daarmee vacant. Er werd nooit een Titan van SLC-6 gelanceerd. De enige Titan IIIC-MOL die ooit werd gelanceerd, vertrok in 1966 vanaf Cape Canaveral LC-40 voor een onbemande testvlucht.

### Space Shuttle

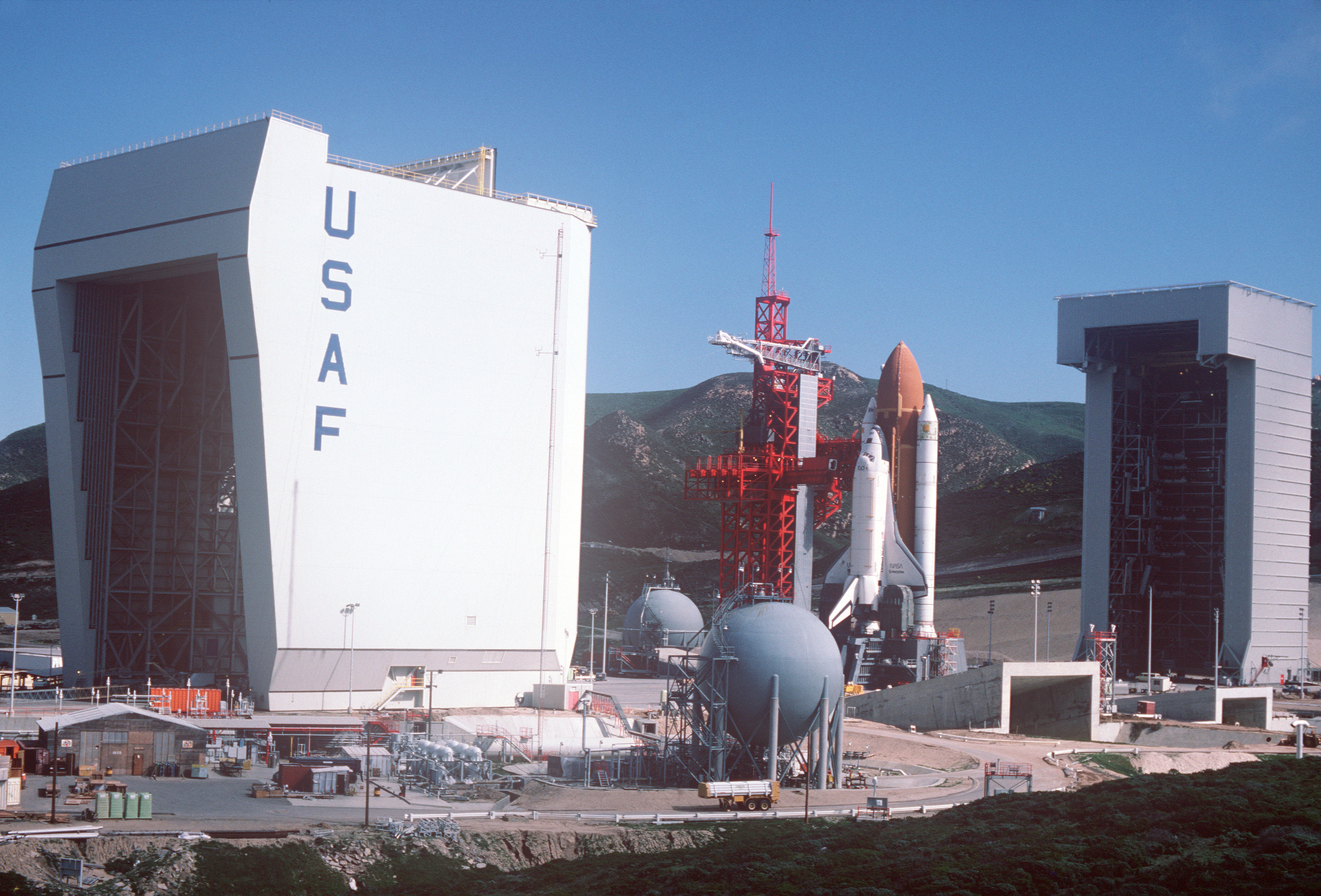
Spaceshuttle prototype Enterprise stond in 1986 op SLC-6 voor een mating test

Van begin tot midden jaren 1980 werd SLC-6 voor de Space Shuttle ingericht. Het idee was dat alle Amerikaanse satellieten voortaan met de toen nog nieuwe shuttle zouden worden gelanceerd. Omdat lanceren naar polaire banen vanaf het Kennedy Space Center om veiligheidsredenen niet mocht werd op Vandenberg ook een lanceerplatform voor de Space Shuttle ingericht. 
In 1986 was het lanceercomplex zo goed als klaar. Maar de ramp met ruimteveer Challenger kwam men tot het besef dat bemande vluchten voor het simpelweg lanceren van satellieten onnodig ingewikkeld en duur was en er bovendien geen mensenlevens voor zouden moeten worden geriskeerd. Amerika keerde voor satellietlanceringen terug naar traditionele draagraketten. Daarmee verviel de reden om de Space Shuttle van Vandenberg te lanceren en werd het Spaceshuttle-programma daar geannuleerd. 
De beoogde Titan- en Spaceshuttle-operaties weken af van die in Florida. Op SLC-6 zouden de rakettrappen op het platform tot een raket worden geïntegreerd terwijl dat in Florida in VAB en het I-T-L gebeurde waarna de raketten naar de lanceerplaatsen werden gereden.

### Titan IV/Centaur
Begin jaren 90 kreeg Lockheed de opdracht het complex te verbouwen voor Titan IV/Centaur-lanceringen. Deze opdracht werd nog geen jaar later ingetrokken omdat er voor deze Titan IV-uitvoering weinig tot geen lanceringen vanaf Vandenberg zouden plaatsvinden. Voor andere Titan IV-configuraties was Lanceercomplex 4E toen in gebruik.

### Athena

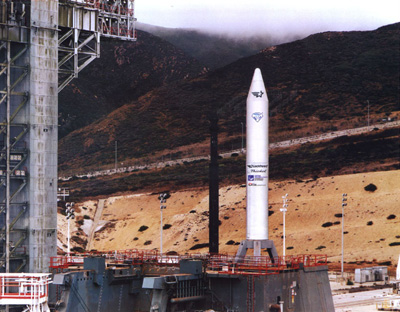
Een Athena I op SLC-6

Tussen 1995 en 1999 werd er dan toch van SLC-6 gelanceerd. Het ging om vier Athena-raketten. Dat waren lichte orbitale vastebrandstof-raketten van Lockheed Martin. Hiervoor was een adapter over een van de vuurgaten van het voormalige Spaceshuttle-platform geplaatst.

### Delta IV

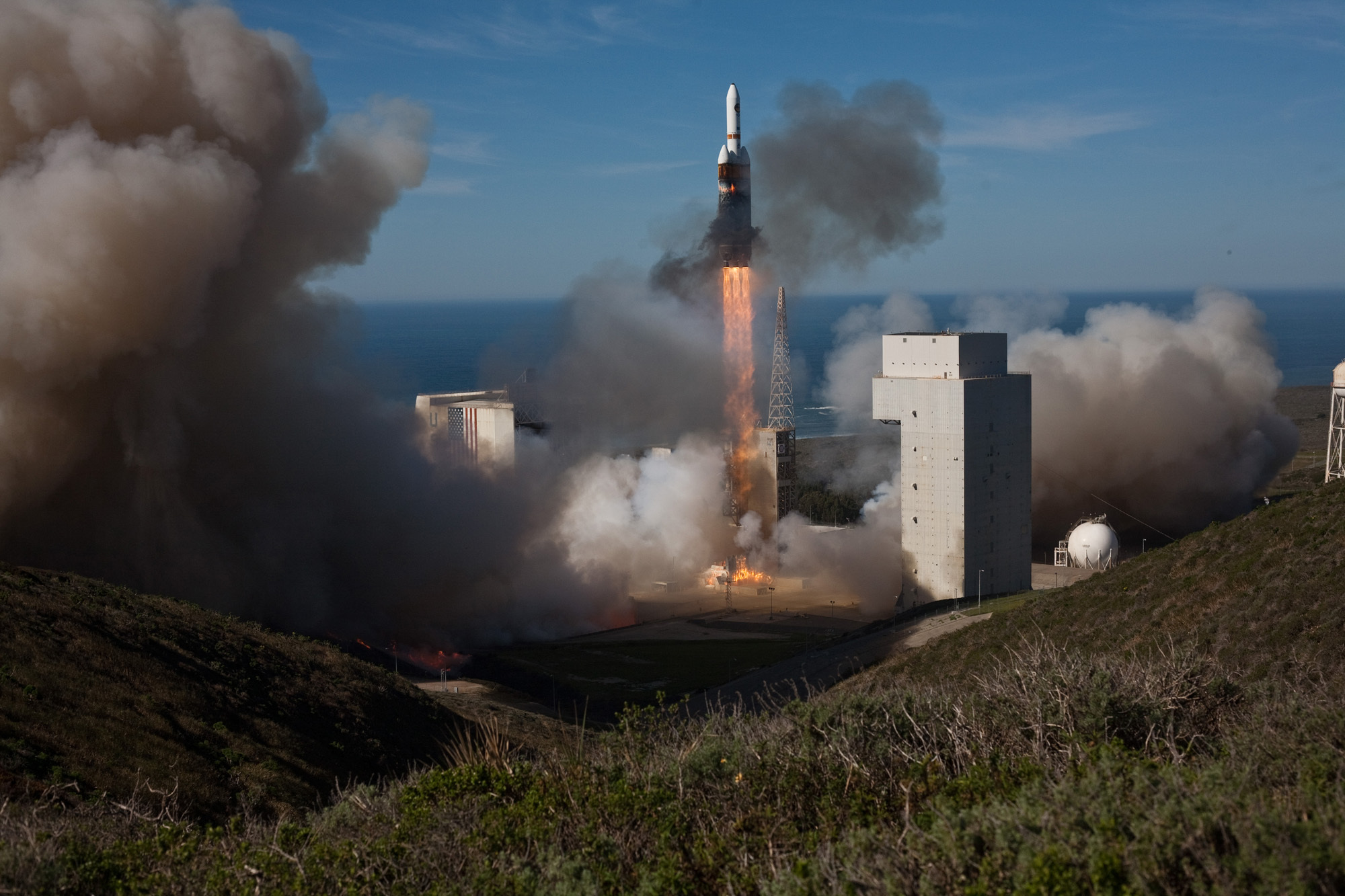
Een Delta IV Heavy stijgt op van Complex-6

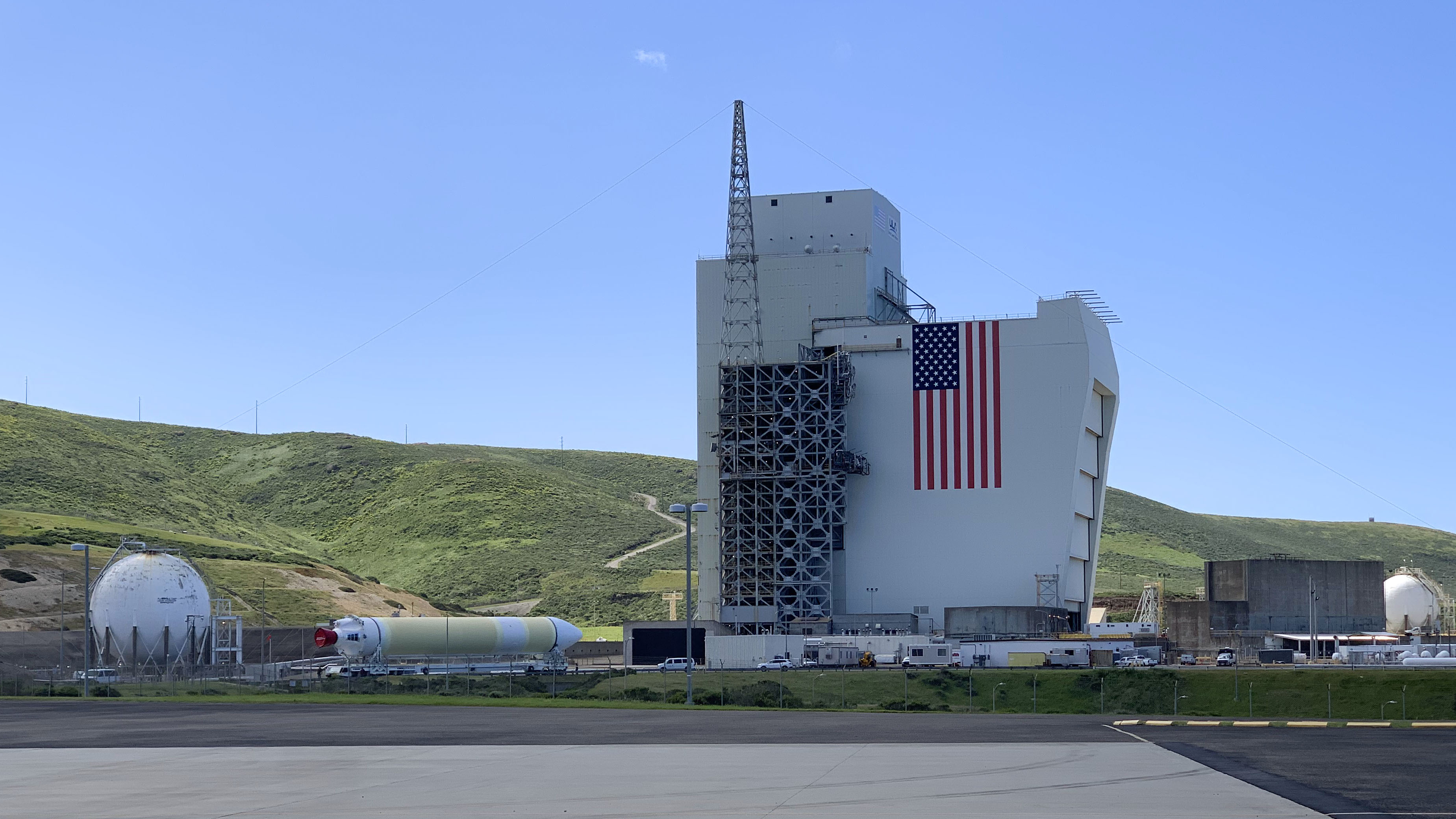
Een vastebrandstof hulpraket van Delta IV Heavy arriveert bij het complex terwijl de mobiele overkappingen gesloten over het lanceerplatform staan.

Van 2006 tot en met 2022 werden er door Boeing en daarna United Launch Alliance de Delta IV en Delta IV Heavy gelanceerd vanaf Complex 6. Een deel van de restanten van de Spaceshuttle- en Titan-infrastructuur werd aangepast voor de Delta IV. Zo was de mobiele servicetoren van de Delta IV dezelfde constructie die al voor de Titan was gebouwd en later voor de Shuttle was aangepast. Deze werd voor de maximaal 72 meter lange Delta IV-raketten wel verhoogd zodat de takel voor het integreren van de raketten hoger kwam te hangen.
Vanaf 2015 was het duidelijk dat United Launch Alliance, SLC-6 begin jaren 2020 zou verlaten. De Delta IV Heavy en de Atlas V werden uitgefaseerd en opgevolgd door de Vulcan die op Vandenberg vanaf het voormalige Atlas V-complex SLC-3E zullen worden gelanceerd.
Vlak bij het complex ligt ook een kleine haven waar United Launch Alliance zijn vrachtschip genaamd Rocket Ship aanlegt om rakettrappen op de basis te brengen. United Launch Alliance lanceerde tien Delta IV-raketten vanaf SLC-6. De laatste lancering van een Delta IV Heavy op SLC-6 was 24 september 2022.

### OmegA
Aanvankelijk zou Northrop Grumman, na uitfasering van de Delta IV, dit lanceercomplex overnemen ten behoeve van hun OmegA. Het complex zou dan al eerder worden aangepast zodat zowel de OmegA als de Delta IV Heavy (die er nog slechts twee maal zou worden gelanceerd) er gelanceerd hadden kunnen worden.  Dit werd in 2020 afgeblazen met de annuleren van de uitontwikkeling van de OmegA nadat Northrop Grumman de NSSL-aanbesteding verloor.

### Falcon 9 en Falcon Heavy
Op 24 april 2023 werd bekendgemaakt dat SpaceX SLC-6 huurt om het complex voor Falcon 9 en Falcon Heavy lanceringen te gaan gebruiken.  SpaceX lanceert al sinds 2013 Falcon 9’s vanaf SLC-4E dat enkele kilometers noordelijker ligt. 
In november 2024 werd uit een aanvraag voor een bouwvergunning duidelijk dat SpaceX twee landingsplatforms bij SLC-6 wil aanleggen. Dit duid op plannen voor Falcon Heavy operaties. Bij veel Falcon Heavy-lanceringen vliegen de twee aanhaak-boosters laat terug om op de lanceerbasis te landen. Er hadden op dat moment nog geen verbouwingswerkzaamheden plaatsgevonden.
In mei 2025 werd duidelijk dat de  mobile service tower, de mobile assembly shelter, de fixed umbilical tower en de lift and fit crown die terug gaan tot het spaceshuttle- en Titan-tijdperk, worden gesloopt. De Horizontale integratiefaciliteit van de Delta IV wordt heringericht voor de Falcon-raketten